# Ours (canción)
«Ours» —en español: «Nuestro»— es una canción escrita y grabada por la cantante estadounidense Taylor Swift para su tercer álbum de estudio Speak Now (2010). Producida por Swift y Nathan Chapman,[cita requerida] fue publicada como sencillo promocional en iTunes y Amazon.com el 8 de noviembre de 2011. La canción fue lanzada como sexto y último sencillo de su álbum, y fue el quinto sencillo de Speak Now en ser enviado a las radios de country el 5 de diciembre de 2011.

## Información
La canción no se encuentra en la edición normal de Speak Now, sino en la versión deluxe del álbum.
El sencillo fue presentado en CMA Awards y posteriormente salió el sencillo en CD, el 2 de diciembre de 2011 se estrenó el vídeoclip en E! News.

## Listas y certificaciones
La canción alcanzó la posición 13 de Billboard hot 100 y fue certificada platino en los Estados Unidos por las ventas de más de 1 000 000 de copias vendidas.
| Listas (2010–2012)                       | Posiciones |
| ---------------------------------------- | ---------- |
| Australia (ARIA)                         | 91         |
| Canadá (Canadian Hot 100)                | 68         |
| UK Singles (The Official Charts Company) | 181        |
| Estados Unidos (Billboard Hot 100)       | 13         |
| Estados Unidos (Hot Country Songs)       | 1          |

| País                 | Certificación |
| -------------------- | ------------- |
| United States (RIAA) | Platinum      |

|